# Samson și Dalila
Samson și Dalila este o operă în trei acte pe muzica compusă de Camille Saint-Saëns care a avut premiera la data de 2 decembrie 1877 în Weimar (Germania). Libretul: F. Lemaire.
Acțiunea se petrece în Palestina anului 1115 î.Hr. și este inspirată de capitolul 16 din cartea biblică Judecătorii.

## Acțiunea

### Actul I
Evreii adunați în piața publică a orașului Gaza imploră mila și ajutorul lui Dumnezeu, sperând să le înceteze suferința. Samson îi îmbărbătează, amintindu-le că sunt datori să lupte cu toții pentru eliberarea de sub ocupația filistenilor. Glasurile lor atrag atenția lui Abimelech, conducătorul din Gaza, care își bate joc de neputința evreilor. Samson, inspirat de forța divină, îl ucide pe Abimelech, încurajându-și astfel poporul. Văzând trupul neînsuflețit al temutului Abimelech, Marele Preot - sacerdot al zeului Dagon - îi incită pe filisteni la răzbunare, blestemând poporul evreu. Bătrânii evrei se roagă, împreună cu Samson, închinând un imn gloriei lui Dumnezeu. Ruga le este întreruptă de apariția filistenelor și a Dalilei. Farmecul și frumusețea ei îl subjugă pe Samson. În zadar batrânul evreu îl previne; glasul ei învăluitor îl cheamă și îi promite dragoste.

### Actul II
În iatacul ei din Valea Soreck, Dalila invocă puterea dragostei, să o ajute să-l atragă pe Samson. Sosește Marele Preot care îi reamintește fermecătoarei Dalila că este fiica a filistenilor și că are datoria față de neamul ei să afle taina puterii lui Samson. Atras ca de o vrajă, Samson vine în iatacul Dalilei. Fascinantă și voluptoasă, ea îi strecoară în suflet beția dragostei, reușind să-i obțină încrederea și să-i afle secretul. Puterea lui supraomeneasca sta în părul său bogat. Dalila, într-o îmbrățișare, pe cât de pătimașă, pe atât de perfidă, îi taie părul, chemând apoi soldații filisteni pentru a-l pune în lanțuri pe eroul trădat.

### Actul III
În închisoarea din Gaza, Samson, orbit în urma celor îndurate, este chinuit de gândul că momentul său de slăbiciune a adus nenorocire și umilință poporului evreu. Samson cere iertare lui Dumnezeu pentru această greșeală.
În templul lui Dagon, Marele Preot, Dalila și toți filistenii își slăvesc Zeul. Este adus Samson și invitat să participe la ceremonia sacră. Dalila își bate joc de slăbiciunea eroului evreu, umilindu-l și râzând împreună cu filistenii de suferința sa atât de profundă. Samson are o ultimă rugăminte pe care o adresează lui Dumnezeu: să-i redea pentru o clipă puterea pentru a-i pedepsi pe filisteni. Îndreptându-se către coloanele templului, le disloca printr-o forță supraomenească, de natură divină, prăbușind templul peste cei care l-au batjocorit.

## Vezi și
- Samson and Delilah (Samson și Dalila, 1996, serial TNT Biblia)
- Samson and Delilah (Samson și Dalila, 1984)
- Samson and Delilah (Samson și Dalila, 1949)
- Samson and Delilah (Samson și Dalila, 1922)